# دهستان قره‌باشلو
قره باشلو دهستانی از توابع بخش چاپشلو، شهرستان درگز در استان خراسان رضوی ایران است. به مرکزیت شهر چاپشلو

## جمعیت
جمعیت دهستان قره باشلو بر اساس سرشماری سال ۱۳۸۵ برابر ۵٬۱۱۸ نفر (۱٬۲۱۲ خانوار) بوده است. جمعیت این دهستان در سال ۱۳۹۰ به ۴۷۴۵ نفر رسیده‌است.